# Phoenix-Mesa Gateway repülőtér
A Phoenix-Mesa Gateway repülőtér (IATA: AZA, ICAO: KIWA) az Amerikai Egyesült Államok egyik jelentős nemzetközi repülőtere. Arizona államban, Phoenixben található. Éves utasforgalma 1 355 243 fő (2016).

## Futópályák
A repülőtér futópályái:
- 12C/30C (10 201 ft, 150 ft, beton)
- 12L/30R (9300 ft, 150 ft, beton)
- 12R/30L (10 401 ft, 150 ft, beton)

## Forgalom
Az utasforgalom az elmúlt években az alábbi módon változott:
| Utasok száma | 59 236 | 579 057 | 802 770 | 1 384 361 | 1 361 534 | 1 242 237 | 1 283 633 | 1 408 494 | 1 557 944 | 1 763 710 |
|              | 2007   | 2009    | 2010    | 2012      | 2013      | 2014      | 2015      | 2017      | 2018      | 2019      |

## Légitársaságok és úticélok
2025-ben a Phoenix-Mesa Gateway repülőtérről az alábbi járatok indulnak (Utoljára frissítve: 2025-02-13):
| Légitársaság         | Célállomások |
| -------------------- | --- |
| Allegiant Air        | Appleton, Bellingham, Billings, Bismarck, Boise, Bozeman, Cedar Rapids/Iowa City, Chicago/Rockford, Cincinnati, Colorado Springs, Des Moines, Eugene, Fargo, Fayetteville/Bentonville, Flint, Fort Wayne, Glacier Park/Kalispell, Grand Island, Grand Rapids, Idaho Falls, Las Vegas, Minot, Missoula, Moline/Quad Cities, Omaha, Peoria, Provo, Rapid City, Sioux Falls, South Bend, Spokane, Springfield/Branson, St. Cloud, Tri-Cities (WA), Wichita Szezonális: Grand Forks, Great Falls, Minneapolis/St. Paul, Portland (OR), Toledo, Traverse City |
| Sun Country Airlines | Szezonális: Minneapolis/St. Paul |